# Ponte Internacional sobre o Rio Santo Antônio
A Ponte Internacional sobre o Rio Santo Antônio é uma ponte que liga o Brasil e a Argentina. Do lado brasileiro, a ponte localiza-se na cidade de Capanema, Estado do Paraná. Do lado argentino, a ponte localiza-se na cidade de Andresito, Província de Misiones. Na Argentina, esta ponte é referida como Puente Internacional Comandante Andresito ou Puente Internacional Andresito - Capanema.

## Construção
Com o fechamento definitivo da Estrada do Colono (PR-495) por motivos de preservação ambiental (cortava o Parque Nacional do Iguaçu), o Governo do Paraná decidiu construir uma ponte internacional que ligasse a cidade de Capanema à Argentina, como forma de compensar a região pelos eventuais danos econômicos causados pelo fechamento da estrada. Segundo informações do sítio do Ministério dos Transportes, a construção ocorreu entre abril de 1993 e março de 1994, com recursos do DER-PR e Prefeitura de Capanema. Ela ligou o sudeoste paranaense ao nordeste de Misiones, servindo de rota alternativa a Foz do Iguaçu. A travessia do rio, até então feita em pequenas embarcações, foi simplificada, mas a população local conviveu também com novos obstáculos burocráticos estabelecidos na ponte.

## Logística
A ponte está distante 700 km do Porto de Paranaguá e 1350 km do Porto de Buenos Aires. No Brasil o acesso à ponte se dá pela rodovia PR-889 e em seguida pela PR-281. Na Argentina pela Ruta Provincial 19. Está projetada para trem-tipo classe 45 t.
Para incrementar o uso da ponte como rota de comércio mais ativa entre os dois países, são necessárias instalações/alocação de pessoal pela Polícia Federal e melhorias na infraestrutura para possibilitar o tráfego de caminhões de carga (lado brasileiro).